# Mike Nazaruk
Mike Nazaruk est un pilote automobile d'IndyCar américain, né le 2 octobre 1921 à Newark (New Jersey, États-Unis) et mort le 1er mai 1955 près de Langhorne (Pennsylvanie) lors d'une course de 'midget'. C'est dans cette catégorie qu'il avait débuté en 1946, avant d'aborder les courses d'IndyCar en 1950. Il a notamment terminé second des 500 miles d'Indianapolis pour sa première participation en 1951.